# Yan Xishan
Yan Xishan (wym. [i̯ɛ́n ɕíʂɛ̄n]; ur. 8 października 1883, zm. 22 lipca 1960) – polityk Republiki Chińskiej (Tajwan), wojskowy, jeden z głównych militarystów, członek Kuomintangu, faktyczny władca prowincji Shanxi w latach 1911–1949. Pierwszy premier Republiki Chińskiej na Tajwanie od 3 czerwca 1949 do 7 marca 1950.
W latach 1904–1909 odbył studia wojskowe w Japonii. Po powrocie do kraju w 1909 roku został dowódcą w prowincji Shanxi. Podczas rewolucji Xinhai w 1911 przejął w tej prowincji faktyczną władzę, którą sprawował aż do zwycięstwa komunistów w 1949 roku. Przez większość tego okresu starał się nie mieszać do chińskiej polityki i toczonych w kraju walk, utrzymując swoją niezależność i dbając o rozwój rządzonej przez siebie prowincji.
Podczas ekspedycji północnej w 1927 roku przyłączył się do wojsk Kuomintangu. W 1930 był uczestnikiem buntu przeciwko Czang Kaj-szekowi, a gdy ten ostatecznie zwyciężył w walce o władzę Yan Xishan powrócił do Shanxi, gdzie nadal rządził niepodzielnie jako sprzymierzeniec kuomintangowskiego rządu aż do przejęcia władzy przez komunistów w 1949 roku, kiedy to wraz z rządem przeniósł się na Tajwan.